# Capitainerie de Minas Gerais

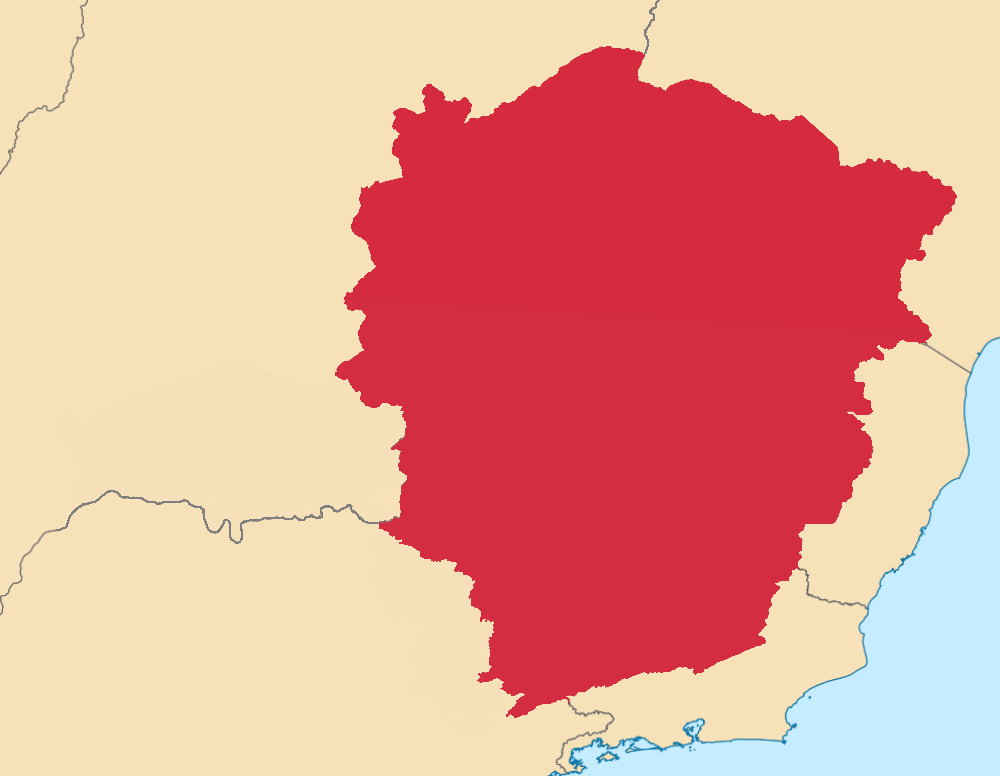
Capitainerie de Minas Gerais en 1720. Initialement, le territoire n'inclue que la région correspondant au Sertão da Farinha Podre (actuel Triângulo Mineiro, intégré en 1816) et à la rive gauche des fleuves Sapucaí et Rio Grande (intégré en 1764).

La capitainerie de Minas Gerais est une division administrative du Brésil colonial créée le 2 décembre 1720 à partir de la scission de la capitainerie de São Paulo et Minas de Ouro . Sa capitale est Vila Rica (aujourd'hui Ouro Preto).
Le 28 février 1821, elle devient une province, qui devient l'état actuel du Minas Gerais avec la proclamation de la République .